# Région ecclésiastique d'Abruzzes-Molise
 (mai 2018).
Si vous disposez d'ouvrages ou d'articles de référence ou si vous connaissez des sites web de qualité traitant du thème abordé ici, merci de compléter l'article en donnant les références utiles à sa vérifiabilité et en les liant à la section « Notes et références ».
Pour les articles homonymes, voir Abruzzo.

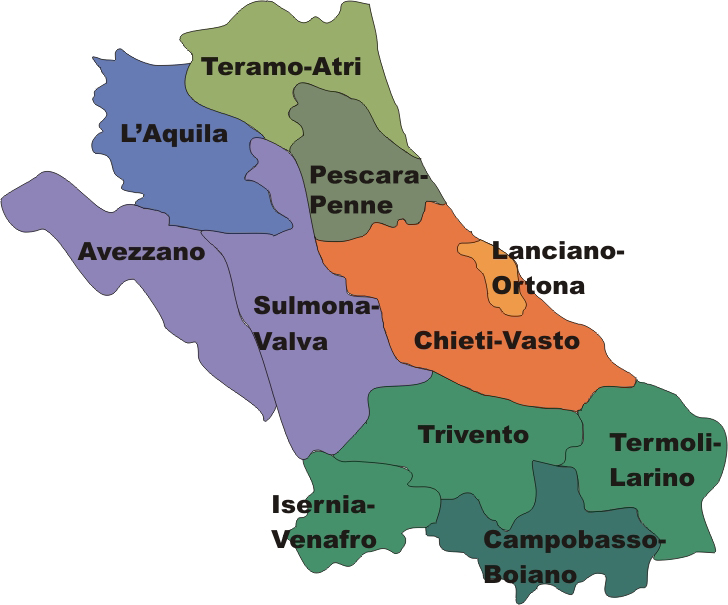
La région ecclésiastique d'Abruzzes-Molise.

La région ecclésiastique d'Abruzzes-Molise (en latin : Regio ecclesiastica Aprutina-Molisana ; en italien : Regione ecclesiastica Abruzzo-Molise) est une des seize régions ecclésiastiques de l'Église catholique en Italie.
Cette circonscription d'une superficie de 15 473 km² couvre la totalité des deux régions administratives des Abruzzes et du Molise avec 1 534 527 habitants répartis sur 1 042 paroisses. En 2025, elle compte 794 religieux séculiers, 326 religieux réguliers et 131 diacres permanents.

## Archidiocèses et diocèses de la région
Celle-ci compte 4 archidiocèses et 7 diocèses :
- Archidiocèse de L'Aquila
  - Diocèse d'Avezzano
  - Diocèse de Sulmona-Valva
- Archidiocèse de Chieti-Vasto
  - Diocèse de Lanciano-Ortona
- Archidiocèse de Pescara-Penne
  - Diocèse de Teramo-Atri
- Archidiocèse de Campobasso-Boiano
  - Diocèse d'Isernia-Venafro
  - Diocèse de Termoli-Larino
  - Diocèse de Trivento

## Histoire
Par l'instruction Alcuni arcivescovi du 24 août 1889, la Congrégation pour les instituts de vie consacrée et les sociétés de vie apostolique divise l'Italie en dix-sept régions ecclésiastiques. La région ecclésiastique des Abruzzes couvre alors approximativement les territoires des actuelles provinces ecclésiastiques d'Aquila, de Pescara-Penne et de Chieti-Vasto. Le territoire de l'actuelle province ecclésiastique de Campobasso-Boiano relève de la région ecclésiastique de Bénévent.
Par la bulle Pontificalis Nostri du 11 février 1973, le pape Paul VI élève le diocèse de Boiano-Campobasso, alors suffragant de l'archidiocèse de Bénévent, au rang d'archidiocèse exempt.
Par la bulle Ad apicem sacerdotalis du 21 août 1976, Paul VI élève l'archidiocèse de Boiano-Campobasso au rang d'archidiocèse métropolitain.
Par un décret du 27 février 1982, la Congrégation pour les évêques modifie la dénomination de l'archidiocèse.
Par le décret Eo quod spirituales du 12 septembre 1976, la province ecclésiastique de Campobasso-Boiano est rattachée à la région ecclésiastique des Abruzzes qui prend le nom d'Abruzzes-Molise.

### Articles liés
- Région ecclésiastique
- Église catholique en Italie
- Liste des diocèses et archidiocèses d'Italie